# Cantón El Triunfo
El Triunfo es un cantón de la Provincia del Guayas en la República del Ecuador. Su cabecera cantonal es la ciudad de El Triunfo. Su territorio tiene una extensión de 405 km² y su población es de 50.060 mil habitantes.
El Cantón puede ser reconocido por no formar parte de ninguna conurbación Metropolitana como el caso de las Zonas Metropolitanas de Guayaquil, Babahoyo y Quevedo

## La Ciudad
El cantón El Triunfo, es sin duda un verdadero epicentro de la nacionalidad ecuatoriana, no solamente porque en poco tiempo se ha convertido en un importante polo de desarrollo, sino porque también es el sexto de todos los pueblos de nuestra Patria.  
Entre los cuales se encuentran ciudadanos provenientes de la provincia de Chimborazo de los cantones de Riobamba y Colta en su gran mayoría, Ciudadanos de la provincia del Azuay de los cantones de Cuenca, Tomebamba, Deleg, entre otros, ciudadanos de la provincia del Cañar de los cantones de La Troncal, Cañar, Azogues, En conclusión los habitantes provenientes de estas 3 provincias del Ecuador conforman LA MAYORÍA DE LA POBLACIÓN DE LA CIUDAD DE EL TRIUNFO, representando el 80% de la misma, también existen ciudadanos provenientes de Manabí, Guayaquil, Los Ríos, Quevedo, representando al 20% de población triunfense. En resumen la población del cantón el Triunfo es mayoritariamente de origen serrano.
Esta situación de privilegio, junto a la riqueza de su suelo, el trabajo esforzado de sus hijos y el anhelo de progreso lo hacen un cantón con un futuro promisorio.
Cuenta con factores determinante para su desarrollo y para convertirse en una floreciente ciudad de los albores del siglo XX; pues, en su suelo se han afincado ciudadanos de todas partes del país que han visto en sus campos fértiles y frondosos, en su nutrido y agitado comercio y en la hospitalidad y laboriosidad de sus hijos, como los mejores argumentos para ser partícipes de su destino.
Este cantón es de superficie plana con ligeras elevaciones, se encuentra a tan solo 61 Kilómetros de Guayaquil y actualmente cuenta con 44.778 habitantes ubicados a 388,5 km² de territorio. Su antiguo nombre era el de "Boca de los Sapos", debido a que su recinto se formó a partir de un campamento instalado por la compañía constructora de la carretera Durán-Tambo, en la desembocadura del Estero de los Sapos en el río Bulubulu. Boca es apócope de desembocadura y en una cueva cercana al Estero, también llamado Río Verde.
Su fértil suelo acoge una gran producción agropecuaria, siendo su principal producto la caña de azúcar, con 22.000 hectáreas de cultivos que abastecen a los Ingenios La Troncal "Aztra", San Carlos, Valdez y La Familiar. Además cultiva 12.000 hectáreas de banano y 6.000 de arroz en sus recintos, entre los que sobresalen: Río Ruidoso, Payo, La Unión, Santa Marta, zulema, El Piedrero, El Achiote, Río Verde, Estero Claro y Pueblo Nuevo.

## Geografía
El cantón El Triunfo está situado en la parte sureste de la provincia del Guayas. Limita al norte con los cantones Yaguachi, Marcelino Maridueña; al sur con el cantón Naranjal y la ciudad la Troncal; y al oeste con los cantones Yaguachi y Naranjal.

## Hidrografía
El cantón se destaca en su más grande y caudaloso río con el nombre de "río Bulu Bulu", el cual nace de la unión de los ríos "Estero Claro" y el "Dos Bocas", el " Bulu Bulu" baña la parte sur del territorio triunfense, recorriendo el cantón de este a oeste el mismo que se alimenta del estero "Río Verde" y el "Río Payo", hasta a la altura de la hacienda "El Payo" el cual sigue su curso por diferentes cantones hasta desembocar en el río Guayas.